# Айторф
Айторф (нім. Eitorf) — громада в Німеччині, знаходиться в землі Північний Рейн-Вестфалія. Підпорядковується адміністративному округу Кельн. Входить до складу району Райн-Зіг.
Площа — 70,06 км2. Населення становить 18 728 ос. (станом на 31 грудня 2020).